# Barraux
Barraux és un municipi francès situat al departament de la Isèra i a la regió d'Alvèrnia-Roine-Alps. L'any 2007 tenia 1.801 habitants.

## Demografia

### Població
El 2007 la població de fet de Barraux era de 1.801 persones. Hi havia 640 famílies de les quals 122 eren unipersonals (34 homes vivint sols i 88 dones vivint soles), 177 parelles sense fills, 286 parelles amb fills i 55 famílies monoparentals amb fills.
La població ha evolucionat segons el següent gràfic:
Habitants censats

### Habitatges
El 2007 hi havia 718 habitatges, 645 eren l'habitatge principal de la família, 43 eren segones residències i 30 estaven desocupats. 678 eren cases i 38 eren apartaments. Dels 645 habitatges principals, 531 estaven ocupats pels seus propietaris, 102 estaven llogats i ocupats pels llogaters i 12 estaven cedits a títol gratuït; 12 tenien dues cambres, 77 en tenien tres, 156 en tenien quatre i 401 en tenien cinc o més. 511 habitatges disposaven pel capbaix d'una plaça de pàrquing. A 228 habitatges hi havia un automòbil i a 355 n'hi havia dos o més.

### Piràmide de població
La piràmide de població per edats i sexe el 2009 era:
| Homes | Edats   | Dones |
| ----- | ------- | ----- |
| 0     | 95 o +  | 8     |
| 0     | 90 a 94 | 12    |
| 0     | 85 a 89 | 8     |
| 4     | 80 a 84 | 8     |
| 4     | 75 a 79 | 20    |
| 36    | 70 a 74 | 32    |
| 28    | 65 a 69 | 32    |
| 16    | 60 a 64 | 40    |
| 60    | 55 a 59 | 20    |
| 80    | 50 a 54 | 64    |
| 68    | 45 a 49 | 60    |
| 56    | 40 a 44 | 56    |
| 40    | 35 a 39 | 32    |
| 68    | 30 a 34 | 52    |
| 64    | 25 a 29 | 56    |
| 64    | 20 a 24 | 16    |
| 36    | 15 a 19 | 56    |
| 48    | 10 a 14 | 52    |
| 60    | 5 a 9   | 56    |
| 32    | 0 a 4   | 56    |

## Economia
El 2007 la població en edat de treballar era de 1.165 persones, 884 eren actives i 281 eren inactives. De les 884 persones actives 814 estaven ocupades (441 homes i 373 dones) i 69 estaven aturades (21 homes i 48 dones). De les 281 persones inactives 68 estaven jubilades, 117 estaven estudiant i 96 estaven classificades com a «altres inactius».

### Ingressos
El 2009 a Barraux hi havia 673 unitats fiscals que integraven 1.895,5 persones, la mediana anual d'ingressos fiscals per persona era de 21.374 €.

### Activitats econòmiques
Dels 70 establiments que hi havia el 2007, 3 eren d'empreses extractives, 2 d'empreses alimentàries, 10 d'empreses de fabricació d'altres productes industrials, 17 d'empreses de construcció, 6 d'empreses de comerç i reparació d'automòbils, 2 d'empreses de transport, 3 d'empreses d'hostatgeria i restauració, 1 d'una empresa d'informació i comunicació, 1 d'una empresa financera, 5 d'empreses immobiliàries, 8 d'empreses de serveis, 6 d'entitats de l'administració pública i 6 d'empreses classificades com a «altres activitats de serveis».
Dels 19 establiments de servei als particulars que hi havia el 2009, 1 era un taller de reparació d'automòbils i de material agrícola, 2 paletes, 4 fusteries, 4 lampisteries, 3 electricistes, 2 perruqueries, 2 restaurants i 1 saló de bellesa.
Dels 4 establiments comercials que hi havia el 2009, 1 era una botiga de menys de 120 m², 2 fleques i 1 una botiga de roba.
L'any 2000 a Barraux hi havia 8 explotacions agrícoles que ocupaven un total de 135 hectàrees.

## Equipaments sanitaris i escolars
El 2009 hi havia 1 escola maternal i 1 escola elemental.

## Poblacions més properes
El següent diagrama mostra les poblacions més properes.